# Хаджи Димитър
Вижте пояснителната страница за други личности с името Хаджи Димитър.
Димитър Николов Асенов, по-известен като Хаджи Димитър, е един от най-значимите български войводи. Умира едва 28-годишен след тежко сражение на четата му с османски части. По повод на смъртта му Христо Ботев написва едноименната балада.
Връх Хаджи Димитър на Антарктическия полуостров е именуван на революционера.

## Биография
Хаджи Димитър е роден в Сливен в семейството на търговеца Никола Асенов и жена му Маринка. Когато е на две години, семейството му заедно с него отива на поклонение в Йерусалим, оттогава Димитър е хаджия.

### Хайдушка дейност
През 1862 година Хаджи Димитър излиза в Балкана с чета и цяло лято броди из планината. През пролетта на 1864 г. се включва в четата на Стоян войвода от Сливен като знаменосец. Четата е от дванайсет души и има за задача да убие търновския гръцки владика. Преди да влезе в Търново, четата се разпада, четниците се отделят от войводата. Командването се поема от Хаджи Димитър, който повежда четата към Сливенския Балкан.
На 21 май 1865 г. в жилището на Георги Раковски се сформира чета, в която участват също Хаджи Димитър и Стефан Караджа. На 13 юни 1865 г. четата преминава Дунава и се отправя към Котленския Балкан. Действа в района на прочутото хайдушко сборище Агликина поляна.
През пролетта на 1866 г. от Румъния преминава чета от двайсет души, ръководена от трима войводи: Желю войвода, Хаджи Димитър и Стефан Караджа. Четата стига до Сливенския Балкан, където се разделя на три. Действа до есента, когато се събира и връща в Румъния.
През пролетта на 1868 г. в Румъния се сформира четата на Хаджи Димитър и Стефан Караджа. На 5 юли 1868 г. четата преминава Дунава с една гемия. Първото сражение води с турска потеря от около хиляда души. Откъсва се от преследвачите и с нощен преход достига до Карапановата кория в землището на село Горна Липница. Тук на 7 юли 1868 г. четата води втория си бой, като нанася значителни загуби на противника и дава един убит и двама ранени. На 8 юли става сражение около село Вишовград, в местността Дългидол; днес там има изграден паметник.
На 9 юли 1868 г. в Канлъдере (местност в землището на Вишовград), на няколко километра на юг от Дългидол, става кръвопролитно сражение, в което четата е разбита. Ранен и пленен е Стефан Караджа. Под ръководството на Хаджи Димитър останалите 58 души продължават към Балкана. Днес в местността Канлъдере (чието име означава „кървава река“ на турски език) има паметник и чешма, посветени на загиналите четници. Местното население организира честване на четвъртата битка около 21 юли (9 юли по стар стил).

#### Смърт
На 18 юли 1868 г. при връх Бузлуджа (дн. Хаджи Димитър) в Шипченската планина става последното сражение на четата. Някои историци смятат, че в тази битка е убит и Хаджи Димитър. След Освобождението предполагаемите негови кости и тези на убитите четници са пренесени от Бузлуджа и временно положени в ковчези в църквата „Св. Архангел Михаил“ в Крън, Казанлъшко.
Според очевидеца Христо Македонски, Хаджи Димитър е убит на връх Бузлуджа: „[...] Хаджията с револвер в ръка се защитава, но падна убит.“
За края на живота на Хаджи Димитър е писано във вестник „Курие д'Ориан“ от 18 юли 1868 г.: „И от двете страни боят се води с жестоко упорство. Борбата продължи малко повече от пет часа [...] Хаджи Димитър, тежко ранен, малко остана да падне в ръцете на турските войници. Но въоръжен с револвера си, той се бори до последната минута с една енергия, достойна за друго, по-добро време. Най-после и той падна. Саблята му, револверът, един телескоп и много писма се изпратиха на Митхад паша в Русчук [...]“.
За убийството на Хаджи Димитър на Бузлуджа свидетелстват и участвалите в погребението на убитите четници: „Свещеник Иван (Стоянов) от с. Хасът — пише З. Стоянов, — комуто е било позволено от властта да прибере костите на юнаците, и други очевидци разказват, че видели един труп измежду останалите, който имал на ръцете си изписани с барут сабли, левове и буквите „Х.Д.“, а подобни знакове Хаджи Димитър е имал. Освен това живите му другари, които били закарани в Търново в началото на месец август, видели в тамошния конак войводската му униформа и саблята му. А един от другарите им, Христо (Н.Ф. — Кръстю) Минков, който бил докаран в Търново по-рано, видял и главата на Хаджията. Същото твърди и свещеник Стефан Петков от с. Енина.“
За намерените у Хаджи Димитър вещи, за които споменава в. „Курие д'Ориан“, е писано и във в. „Дунав“, бр. 456 от 8 март 1870 г.: „Саблята на речения Хаджи Димитър, която на чирена си имаше револвер, се предаде на негово височество Митхад паша [...] Дрехите му и днес се намират в първия табор, телескопът му е у мюлезимина Мехмед от третия табур, а пищовите му и до днес са в ръцете на Селим чауша, родом от Шуменското окръжие и чаушин в третия табор [...]“.
Според някои изследователи обаче Хаджи Димитър е само тежко ранен на Бузлуджа и изведен от боя от трима свои четници, за три денонощия е отнесен на връх Кадрафил, в Сърнена Средна гора, близо до днешното село Свежен (тогава Аджар). Там въпреки грижите на местни пастири Хаджи Димитър умира от раните си около 29 юли 1868 г. по стар стил (по нов стил — на 10 август). Погребан е на същото място. Дванадесет години по-късно, през ноември 1880 г., костите са препогребани тържествено в двора на църквата „Св. св. Петър и Павел“ в с. Аджар от пловдивския викарен епископ Гервасий Левкийски (по-късно сливенски митрополит). Малко след това майката на Хаджи Димитър прибира тези кости и те са препогребани до църквата в кв. „Клуцохор“ в Сливен. През 1970 г. във връзка с цялостно преустройство на къщата музей „Хаджи Димитър“ и възстановяването на съборените сгради костите са предадени в Окръжния исторически музей в гр. Сливен.
Известният възрожденски деец д-р Васил Берон е издирвал сведения за Хаджи Димитър. В своите „Археологически и исторически изследвания“ (Търново, 1886 г.) той описва една своя среща през есента на 1868 г. в Болград (Бесарабия, в дн. Украйна) с един от оцелелите четници, родом от Котел, който разказва, че войводата е бил „зле наранен при Бузлуджа“. В различни моменти се е смятало, че в Средна гора може би е бил погребан братът на Хаджията — Тодор Хаджиниколов Асенов, който също е участвал в четата. Това обаче не отговаря на истината, защото Тодор Асенов загива в битката при Дебел дял, Габровско. Войводата Кръстьо Асенов (1877–1903 г.) е племенник на Хаджи Димитър.
През 2016 година „Списание 8“ организира антропологическо изследване на костите, които се съхраняват в Регионалния исторически музей в Сливен и за които е имало предположение, че са на Хаджи Димитър. В няколко последователни броя излизат статии по въпроса. Крайното решение на специалисти е, че костите, пазени в музея в Сливен, не са на Хаджи Димитър, тъй като те не отговарят на ръста и възрастта му.
Христо Ботев издава и разпространява „Календарь за година 1875“, който представлява лист за окачване на стената с образа на Хаджи Димитър и Ботевата песен за него. Под ограничителната рамка пише: „Цената му е 1/2 франгъ“ и „Издатель Хр. Ботйовъ“. Календарът е поместен като особена ценност в неговите „Съчинения“, издадени в София през 1907 г. под редакцията на дъщерята на поета Иванка Хр. Ботева. В този календар поетът революционер изрично е изписал срещу датата 5 август (по Юлианския календар) / 17 август (по Григорианския календар): „Великомѫч. Хаджи Димитаръ Асѣнйовъ“ (изписано е с главни букви).
- Паметници на Хаджи Димитър
- Под Бузлуджа в Стара планина.
- В с. Гавраилово
- Предполагаемият гроб на Хаджи Димитър под връх Кадрафил, над с. Свежен